# Хинан, Джон Кармел
Джон Кармел Хинан (англ. John Carmel Heenan; 26 января 1905, Илфорд, Англия, Соединённое королевство Великобритании и Ирландии — 7 ноября 1975, Лондон, Англия, Великобритания) — английский кардинал. Епископ Лидса с 27 января 1951 по 2 мая 1957. Архиепископ Ливерпуля с 2 мая 1957 по 2 сентября 1963. Архиепископ Вестминстера с 2 сентября 1963 по 7 ноября 1975. Кардинал-священник с 22 февраля 1965, с титулом церкви Сан-Сильвестро-ин-Капите с 25 февраля 1965. Принимал непосредственное участие во Втором Ватиканском соборе (1962—1963).

## Ранние годы
Джон Хинан родился 26 января 1905 года, в Илфорде, районе Лондона. Младший из четырех детей. Его родители, ирландцы по происхождению — Джеймс Кармел и Энн Хинан (в девичестве Пилкингтон). В возрасте 9 лет Хинан проходил прослушивание в хор мальчиков Вестминстерского собора, но был не допущен из-за «металлического голоса».
Он учился в католической иезуитской школе Святого Игнатия в Лондоне (район Стамфорд Хил, где расположена крупная иудейская община), затем в католическом Колледже Ушоу в Дареме и в Английском Католическом Колледже в Риме. Рукоположен в священники 6 июля 1930 года (в 25 лет) в родном приходе в Илфорде.
Служил в Брентвуде (графство Эссекс). С 1940 года много выступал по телевидению. Хинан критиковал США за то, что они слишком много беспокоятся о коммунизме и недостаточно о развитии духовных вопросах. В 1947 году назначен главой Католического миссионерского сообщества Англии и Уэльса, существенно реорганизованной после войны. Собрал вокруг себя сильную команду, включая Джорджа Дуайера, в будущем архиепископа Бирмингема (1965—1981) и Томаса Холланда, в будущем епископа Солфэда (1964—1983).
Священникам своей миссии, которые жаловались на низкую явку прихожан на службы, говорил: «Церковь, которая на половину пуста, полна на половину».
Опубликовал 5 книг, среди них биография кардинала Артура Хинсли, 5-го архиепископа Вестминстера, который скончался незадолго до этого.

## Церковная карьера

### Епископ Лидса
27 января 1951 год а (в 46 лет) папа Пий XII назначил Хинана епископом Лидса. Церемонию его посвящения в епископы 12 марта 1952 года провёл титулярный епископ Уильям Годфри (в будущем кардинал и 7-й архиепископ Вестминстера), которому помогали и сослужили епископ Хексэма и Ньюкасла Джозеф Маккормак (англ. Joseph McCormack) и епископ Миневии Джон Петит (англ. John Petit). Таким образом Хинан стал одним из самых молодых епископов Англии.
В статусе епископа проявлял большую активность, перемещая священников с прихода на приход. Во время его епископства диоцез получил прозвище «жесткая епархия». Желая быть ближе к народу, регулярно служил в кафедральном соборе наравне с другими священниками. Предпочитал передвигаться на велосипеде и учредил традицию «открытого дня» по пятницам, когда каждый желающий мог встретиться с ним без предварительной записи.

### Архиепископ Ливерпуля
2 мая 1957 года (55 лет) Хинана назначили 6-м архиепископом Ливерпуля, где он сменил Уильяма Годфри, которого после 3 лет в должности архиепископа Ливерпуля, назначили на пост 7-го архиепископа Вестминстера.
В статусе архиепископа возобновил работы по строительству нового кафедрального собора. Открыл конкурс на лучший проект собора, который закончился строительством (в 1967 году) необычного по форме архитектурного шедевра своего времени — собора Христа Вседержителя на Mount Pleasant .

### Архиепископ Вестминстера
2 сентября 1963 году (57 лет) Хинана назначили 8-м архиепископом Вестминстера, где он опять сменил кардинала Уильяма Годфри. В качестве архиепископа Вестминстера Хинан стал примасом всех католиков Англии и Уэльса.
В 1967 году, как архиепископ Вестминстера, официально принимал митрополита Ленинградского и Ладожского Никодима.

### Кардинал
По традиции всех архиепископов Вестминстера производят в кардиналы. Хинан стал кардиналом-священником с титулом церкви Сан-Сильвестро-ин-Капите 22 февраля 1965 года (в 60 лет) по распоряжению папы Павла VI. В 1968 году стал председателем Конференции католических епископов Англии и Уэльса (главный управляющий орган католической церкви в Англии и Уэльсе).
В Ватикане являлся членом Конгрегации по делам епископов и Папского совета по интерпретации законодательных текстов.

## Второй Ватиканский собор
Участвовал в заседаниях Второго Ватиканского собора (1962—1965), где проявил консервативную позицию. В частности, отвергал Gaudium et Spes (пастырская конституция), утверждая, что «она написана церковниками без малейшего понятия о Мире».
Предупреждал, что периты (эксперты-литургисты) составляют расплывчатые формулировки, которые могут интерпретироваться как с ортодоксальной так и с модернистской точки зрения. «Не дай Бог этому случиться!» — говорил Хинан о возможности перитов толковать результаты собора миру (как и произошло в реальности). «Прежняя похвала, что Литургия повсюду одна и а же, … теперь уже себя не оправдывает» — заметил Хинан по поводу введения литургии на местных языках.
Выступил против изменения взгляда церкви по вопросу контроля над рождаемостью. Несмотря на развитие экуменизма Ватиканом, поддержал канонизацию сорока мучеников из Англии и Уэльса (католики, пострадавшие за веру в период английской реформации церкви). Тем не менее, помог установить новые межконфессиональные связи через своих личных друзей: главного раввина Англии и архиепископа Кентерберийского.

## Взгляды
Активно выступал против абортов, контрацепции и эвтаназии.

## Кончина
С 1967 года страдал от серьёзного заболевания. Перенес несколько сердечных приступов в 1973 и 1974 годах. Скончался в результате очередного сердечного приступа 7 ноября 1975 года (в 70 лет). По своему завещанию захоронен в Вестминстерском соборе, как и его предшественник кардинал Артур Хинсли.